# Il volo del calabrone (musica)
Il volo del calabrone è un brano tratto dal terzo atto dell'opera La fiaba dello zar Saltan (composta fra il 1899 ed il 1900) di Nikolaj Andreevič Rimskij-Korsakov, quando il protagonista Gvidon viene trasformato in un insetto.
La composizione è accompagnata da un testo, che però viene spesso omesso, rendendolo un brano facilmente estraibile dal contesto dell'opera per un'esecuzione orchestrale o di altro tipo. Il brano, nella partitura dell'opera, non possiede un titolo, in quanto non si tratta di una vera e propria scena, ma di un interludio; tuttavia viene comunemente identificato come Il volo del calabrone proprio in riferimento all'argomento del testo.

## Caratteristiche
Testo relativo alla scena in cui canta il cigno durante l'esecuzione della musica:
| Russa | Traduzione italiana |
| --- | --- |
| (Гвидон спускается с берега в море. Из моря вылетает шмель, кружась около Лебедь-Птицы.) ЛЕБЕДЬ-ПТИЦА: Ну, теперь, мой шмель, гуляй, (Nu, teper', moy shmel', gulyay,) судно в море догоняй, (sudno v more dogonyay,) потихоньку опускайся, (potikhon'ku opuskaysya,) в щель подальше забивайся. (v shchel' podal'she zabivaysya.) Будь здоров, Гвидон, лети, (Bud' zdorov, Gvidon, leti,) только долго не гости! (tol'ko dolgo ne gosti!) (Шмель улетает.) | (Guidon scende dalla riva verso il mare. Un calabrone vola fuori dal mare, volteggiando intorno al cigno.) CIGNO: Bene, ora mio calabrone fai una passeggiata raggiungere la nave in mare, scendere di nascosto, entrare nel vuoto più lontano. Stai bene, Gvidon, vola, solo senza ospiti per molto tempo! (Il calabrone vola via.) |

Il brano è caratterizzato da una veloce e continua serie di note cromatiche, eseguite in sedicesimi. L'andamento del brano, per onomatopea, tenta di ricostruire in chiave musicale il ronzio di un insetto. Inoltre, le note che compongono le singole sezioni della composizione, oscillano velocemente in una gamma di altezze, riproducendo il movimento fluttuante, ma regolare, di un grosso insetto.
Nella versione originale l'insetto a cui si fa riferimento è un bombo; in italiano si è sempre tradotto con calabrone, mantenendo comunque il valore onomatopeico del brano.
La seguente è la semiografia musicale di parte della composizione:

## Successive influenze
Essendo strutturato su comuni scale cromatiche, il Volo del calabrone è in realtà un brano abbastanza elementare nella sua costruzione compositiva, rispetto alla normalità dei brani di musica classica. Tuttavia la sua esecuzione richiede estrema velocità e precisione, ed infatti è utilizzato da molti musicisti, specialmente nel rock, come una dimostrazione di virtuosismo. Sono innumerevoli le versioni per chitarra elettrica, ma ne esistono riproposizioni (o variazioni) eseguite anche da tromba, basso elettrico, xilofono, violino e addirittura da cantanti.
Del brano esiste una trascrizione per pianoforte solo di Sergej Rachmaninov ed un'altra, molto più virtuosistica, di Georges Cziffra.
Il brano viene riproposto anche nel film premio oscar "Shine" del 1996, dove David Helfgott, il protagonista interpretato dall'attore Geoffrey Rush, lo suona su un pianoforte verticale di un bar lasciando tutti stupefatti.
Un'altra versione, molto famosa in Argentina, è quella arrangiata in tango da Osmar Maderna nel 1946.
Nel 2008 il violinista David Garrett è entrato nel Guinness dei primati per aver eseguito tale brano in un minuto e sei secondi. Il 10 aprile 2011, nel corso di una puntata del programma televisivo Lo show dei record, il violinista Matteo Fedeli ha eseguito il brano in 64 secondi, suonando uno Stradivari del 1726, accompagnato da un'orchestra. Il record è stato migliorato il 18 dicembre 2011, quando il violinista britannico Ben Lee lo ha eseguito in 54,24 secondi Il 28 aprile 2011 il chitarrista Vanny Tonon è entrato nel Guinness dei primati per aver eseguito questo brano ad una velocità di 380 bpm.
Nel 1948 il film d'animazione a episodi della Disney Lo scrigno delle sette perle il brano è proposto in chiave swing-jazz.
Nel 1973 Peppino Principe inserisce la cover strumentale nell'album La fisarmonica di Peppino Principe (RiFi, RFL ST 14066) e nel 2003 il fisarmonicista Beppe Junior ha eseguito un suo arrangiamento del brano inserendolo nell'album Liscioterapia (Europlay, CD 0189).